# Heinrich Schmid (Architekt)

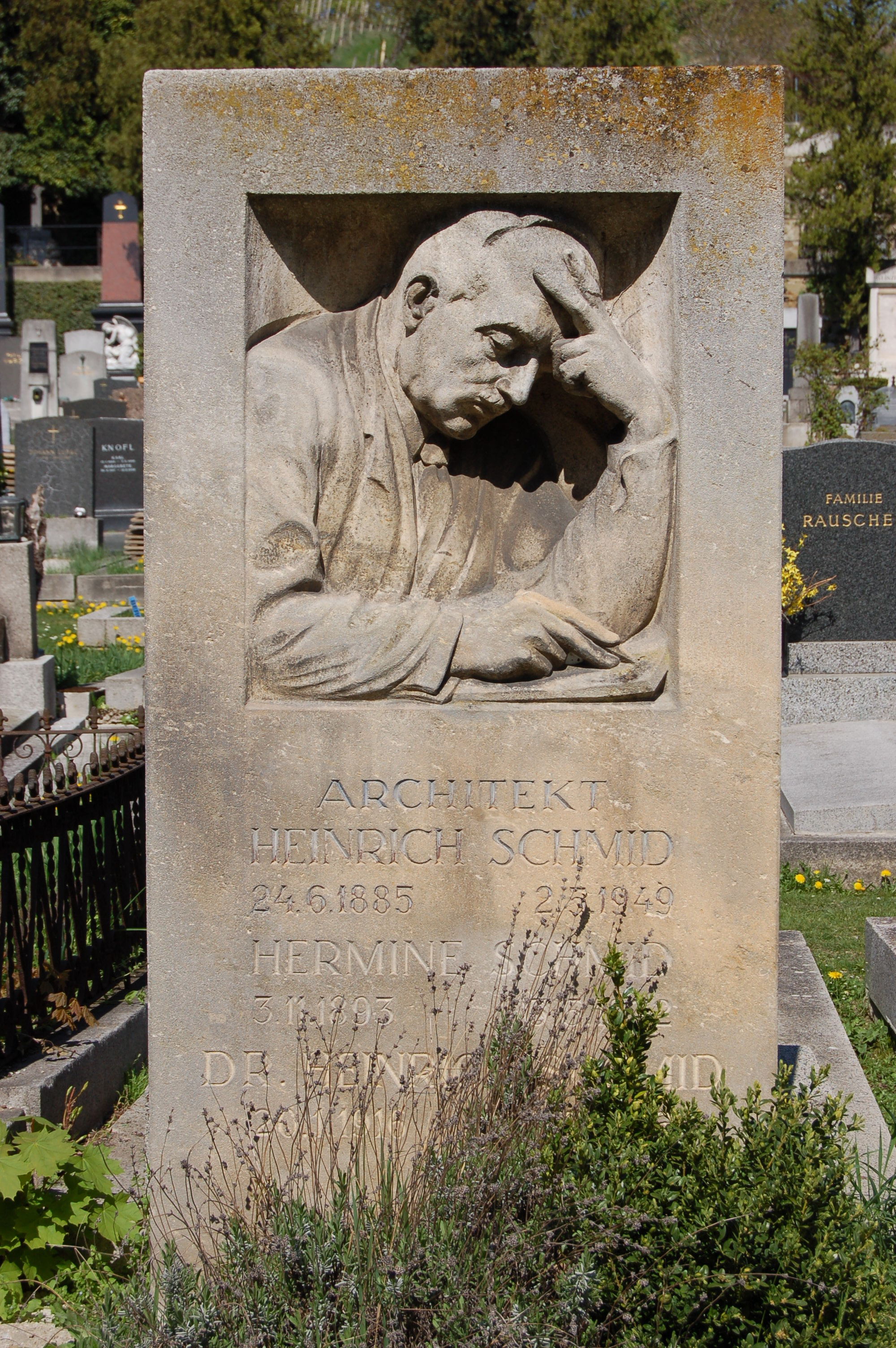
Grabmal auf dem Heiligenstädter Friedhof

Heinrich Schmid (* 24. Juni 1885 in Waidhofen an der Ybbs; † 2. Mai 1949 in Wien) war ein österreichischer Architekt.

## Leben
Heinrich Schmid studierte an der Technischen Hochschule Wien und an der Akademie der bildenden Künste Wien, wo er Schüler von Otto Wagner war.
Nach dem Studium arbeitete er zeitlebens mit dem Architekten Hermann Aichinger zusammen, mit dem er eine Ateliergemeinschaft bildete. Schmid erhielt 1909 den Olbrich-Preis und 1910 den Gundel-Preis. Nach seinem Tod wurde Heinrich Schmid auf dem Heiligenstädter Friedhof beigesetzt.

## Leistung
Schmid und Aichinger waren maßgebende Architekten im Roten Wien der Zwischenkriegszeit, wo sie mehrere große Gemeindebauten und öffentliche Gebäude planten. Sie pflegten einen eher traditionsbewussten Stil in der Nachfolge des Jugendstils und legten neben der Funktionalität auch auf ein ästhetisches Äußeres ihrer Bauwerke Wert.

## Bauten in Wien

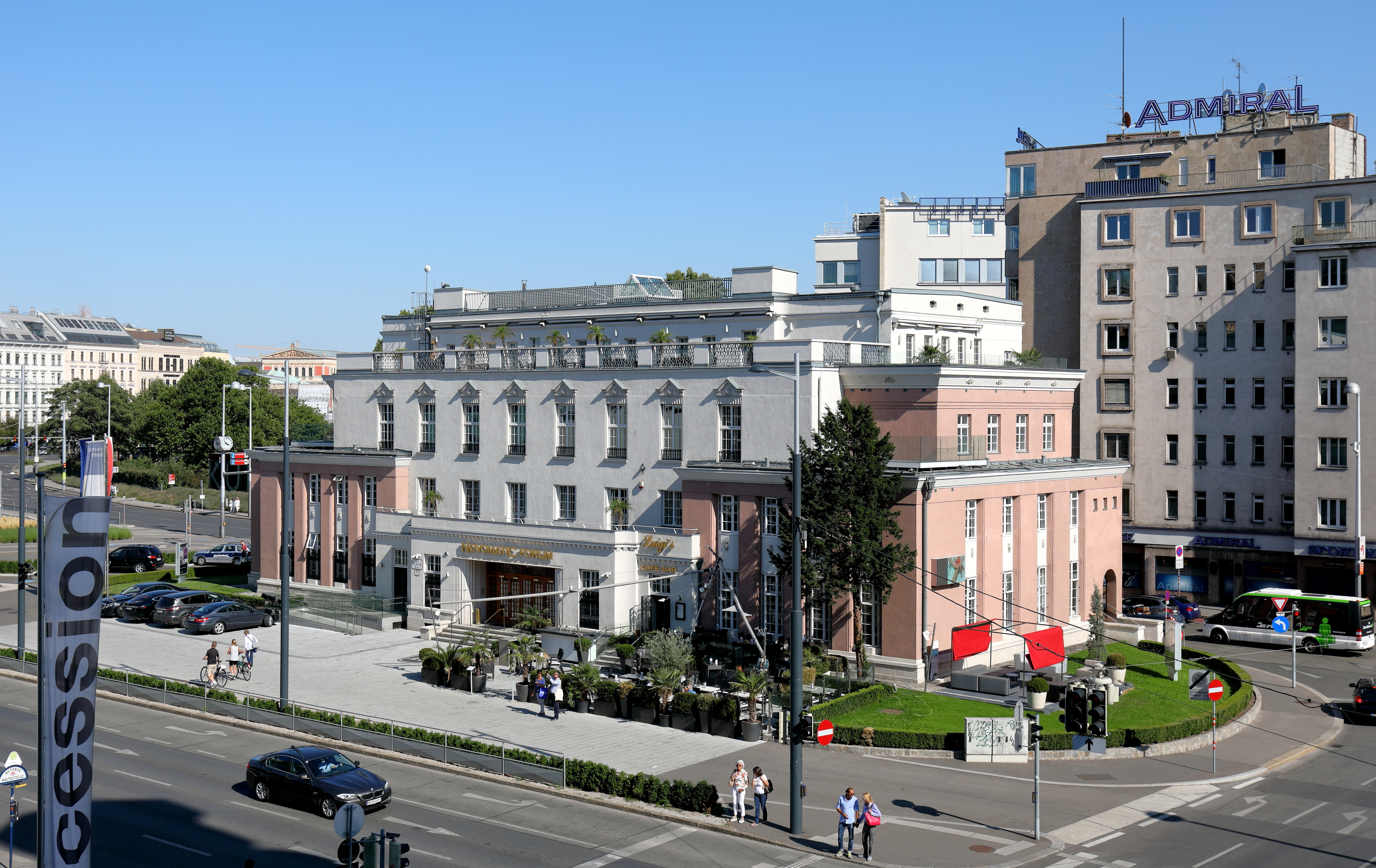
Zentrale Österreichisches Verkehrsbüro (1922–1923),
mit Hermann Aichinger

- Siedlung Küniglberg (zeitgenössisch „Siedlung Ostmark“) (1912/13)
- Erzherzog-Rainer-Heeresspital (das heutige Hanusch-Krankenhaus) (1914–15)
- Österreichisches Verkehrsbüro (1923)
- Wohnhausanlage Fuchsenfeldhof (1922–25)
- Wohnhausanlage Reismannhof (1924–26)
- Wohnhausanlage Julius-Popp-Hof (1925–26)
- Wohnhausanlage Rabenhof (1925–28)
- Wohnhausanlage Herweghhof (1926–27)
- Wohnhausanlage Matteottihof (1926–27)
- Wohnhausanlage Somogyihof (1927–29)
- Wohnhausanlage Werndlgasse 11–19 und 14–18 (1931–32)
- Funkhaus Argentinierstraße (gemeinsam mit Clemens Holzmeister) (1935–39)
- Wohnhausanlage Bärenmühle (1937–38)

## Galerie

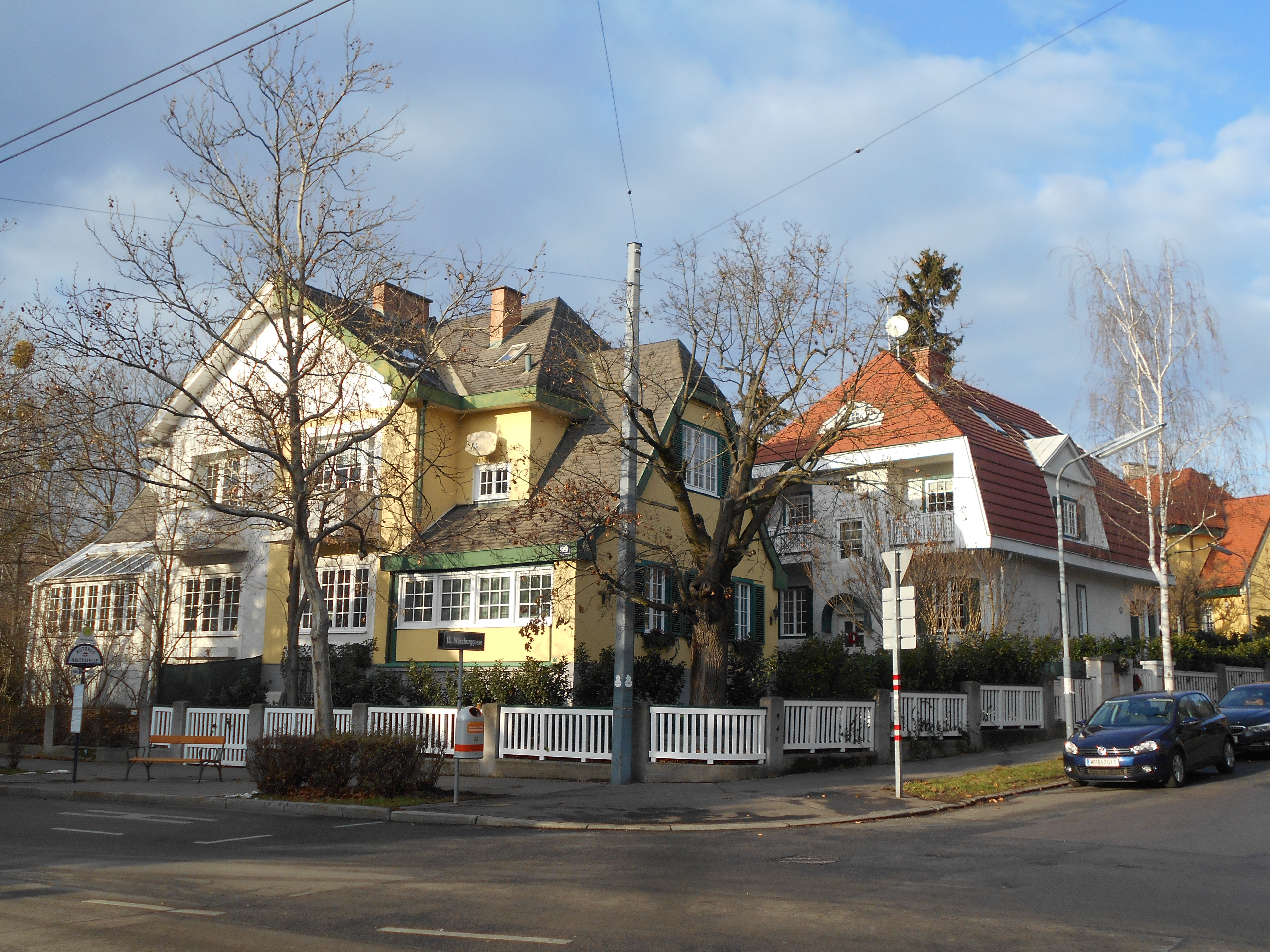
Siedlung Küniglberg
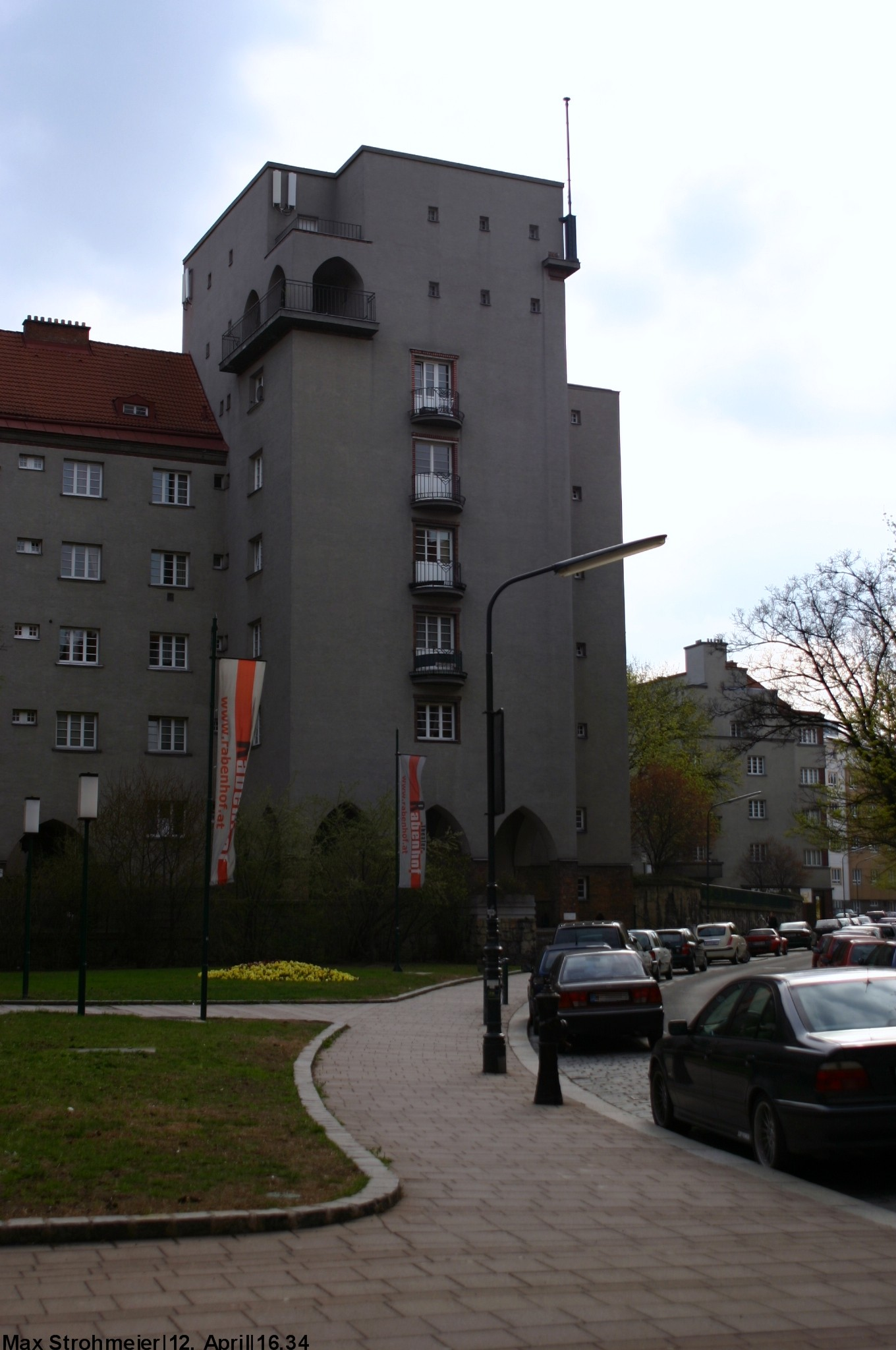
Rabenhofturm
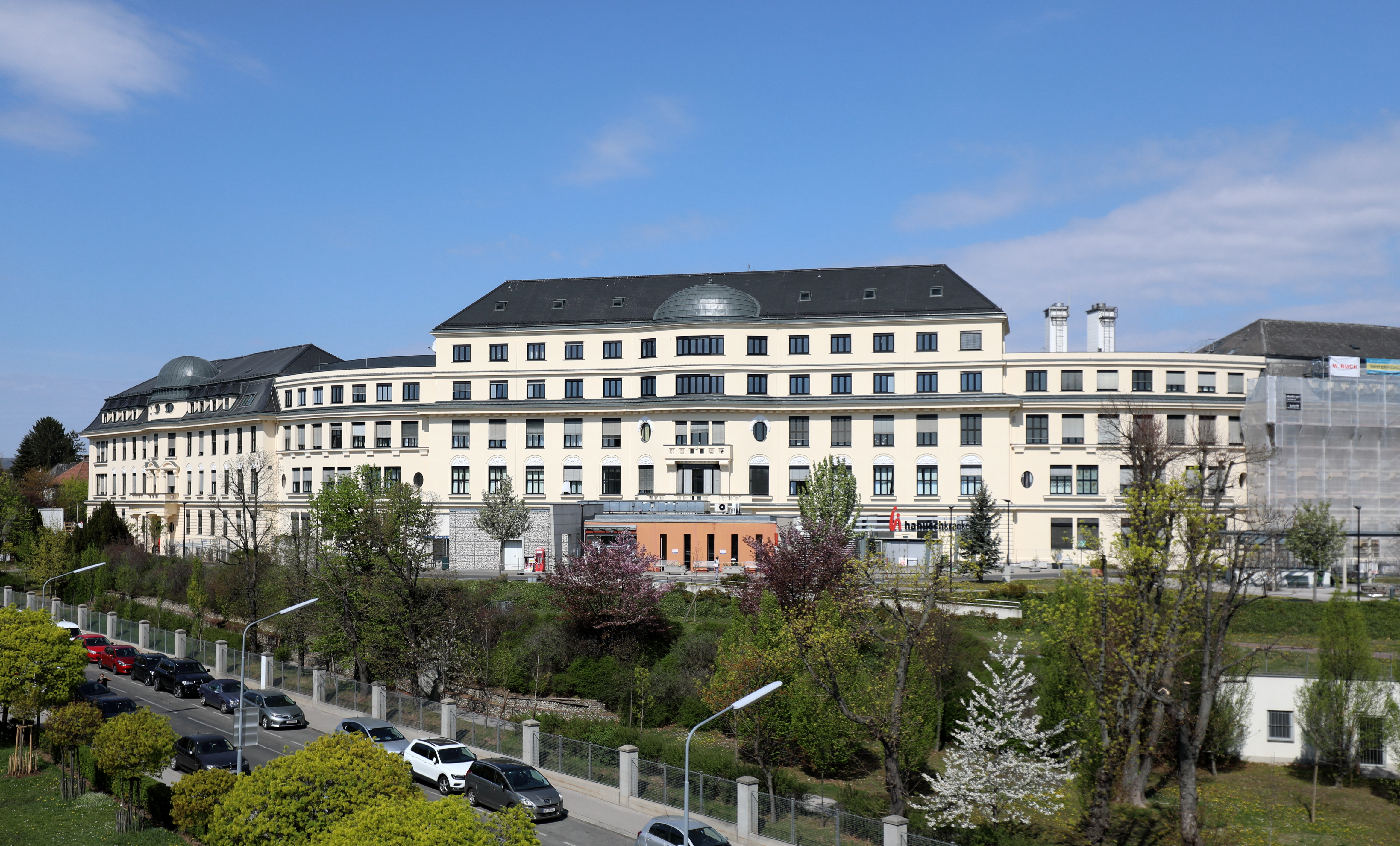
Erzherzog-Rainer-Spital
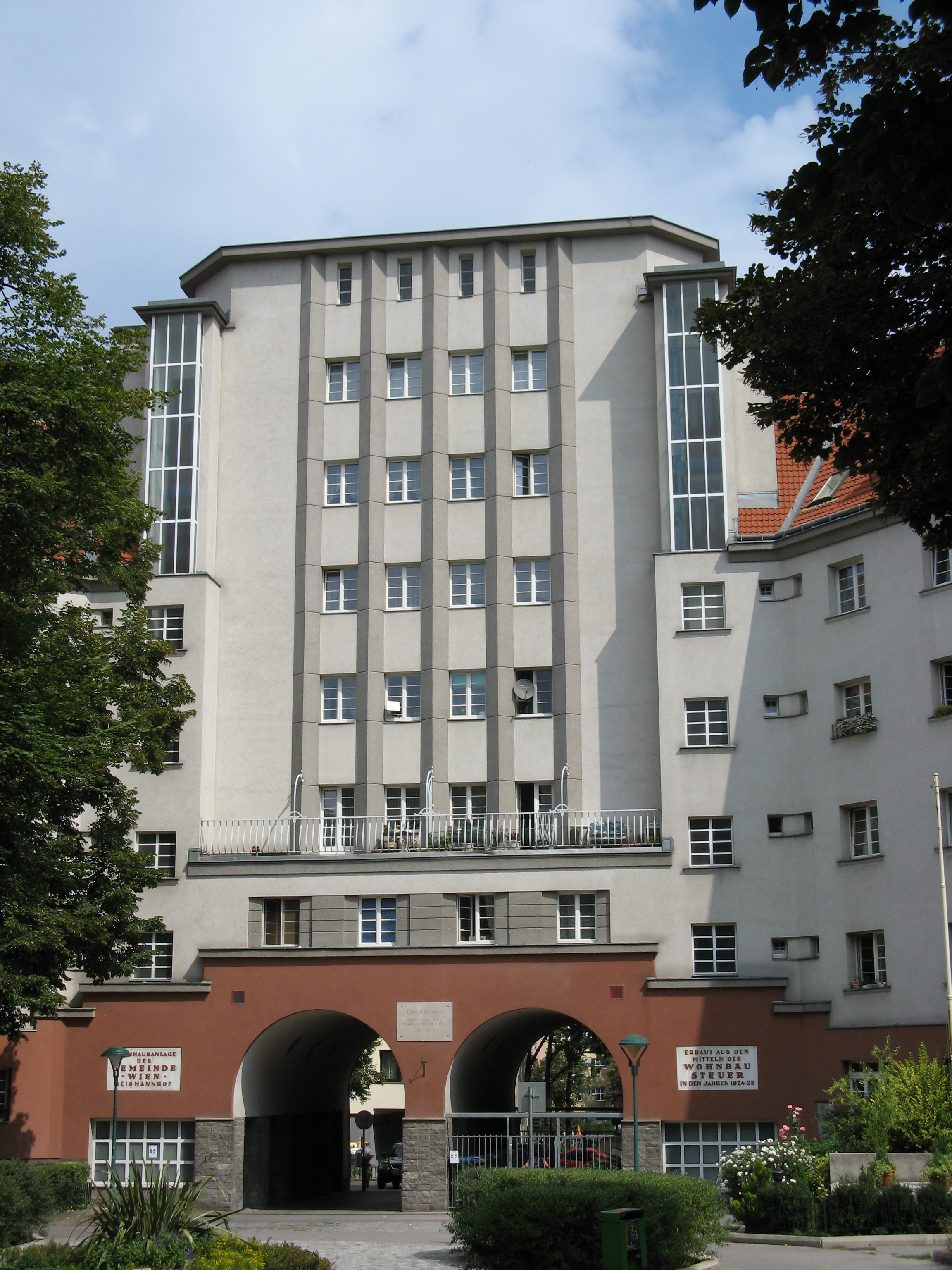
Reismannhof
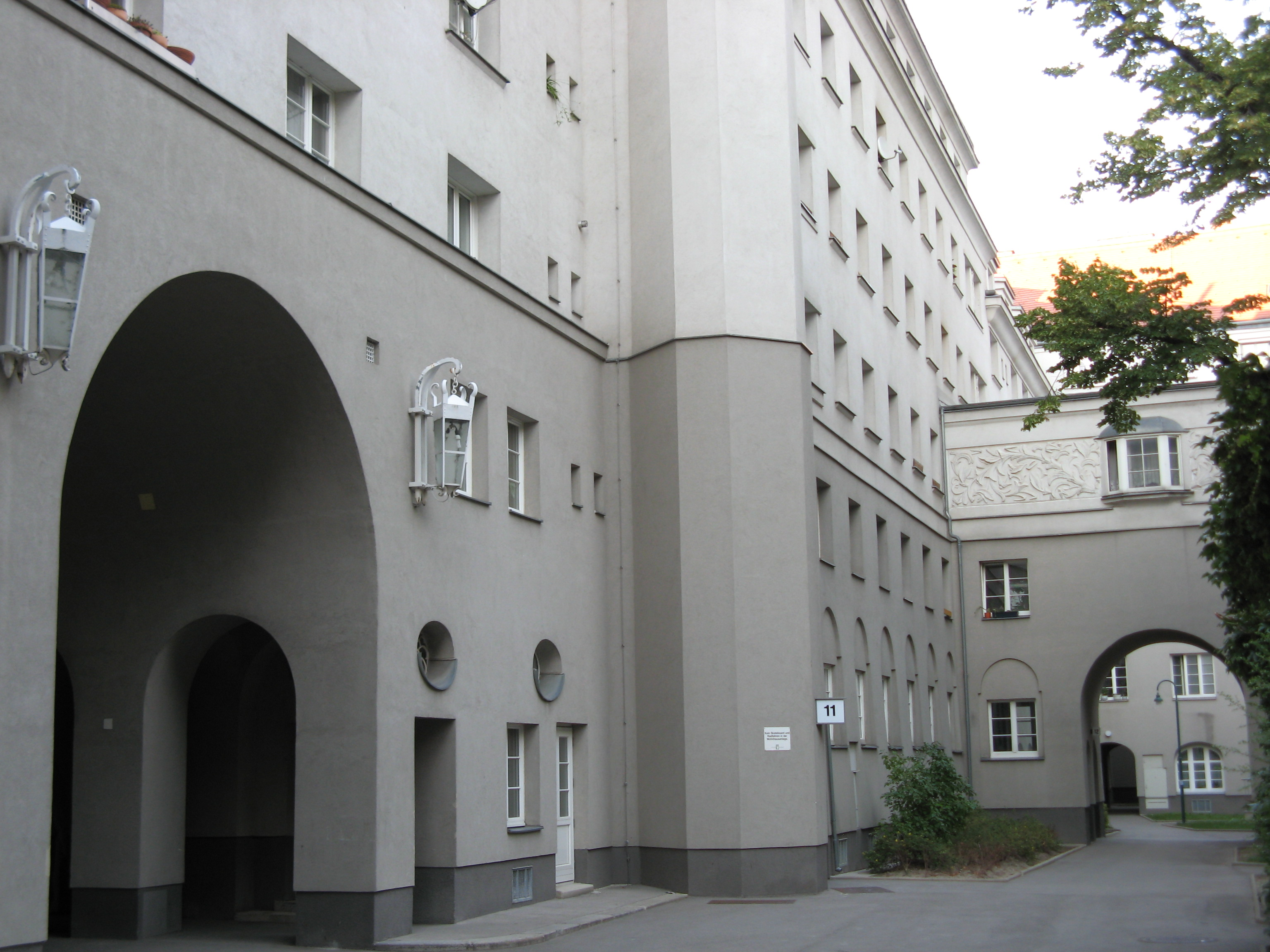
Fuchsenfeldhof
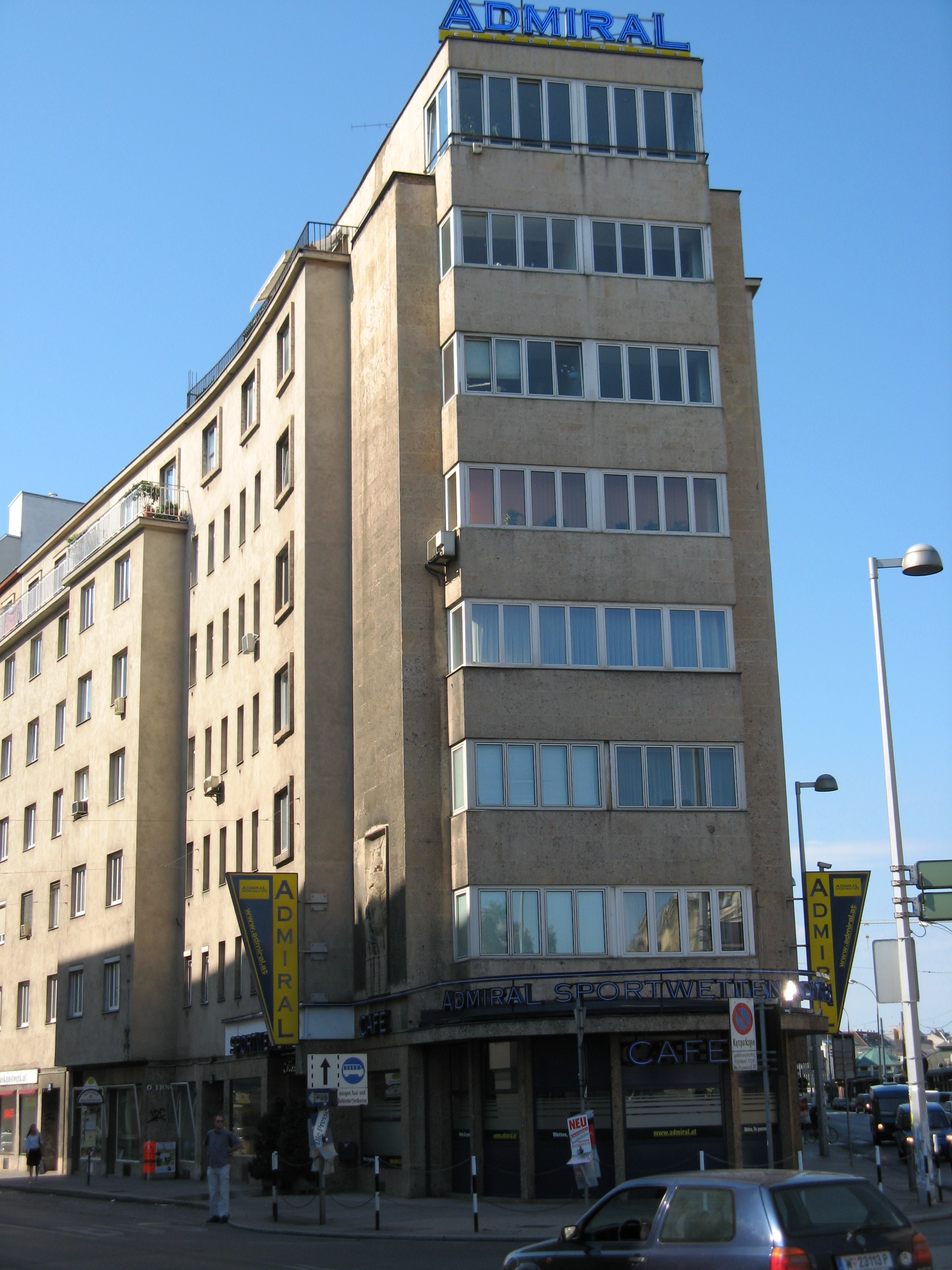
Bärenmühle